# Юг-83
«Юг-83» — флотское оперативное командно-штабное учение Черноморского флота ВМФ СССР и войск Одесского военного округа, под руководством главнокомандующего ВМФ С. Г. Горшкова. Проходило в акватории Чёрного моря и на Крымском полуострове в июне 1983 года.

## Замысел учений
Задачей учений было развить десантные аспекты уже поднятые ранее в ходе учений «Юг-71», стратегических учений «Щит-82». В 1982 году привлекались десантные силы 810-я обрмп и 96-го мотострелкового полка ВС Народной республики Болгария. Второй эшелон на малых и средних десантных кораблях высаживал основные силы 96-го полка и части болгарской 16-й мотострелковой дивизии из Бургаса. Всего в составе морского десанта было высажено до 2500 человек.
На учениях «Юг-83» отрабатывалось форсирование зоны Проливов в ходе выполнения первой задачи операции флота, а также подготовка и ведение второй задачи операции флота — непосредственного овладения Проливами.

## Ход учений
Прошло ночное учение морских десантных сил, в ходе которого 810-я отдельная гвардейская бригада морской пехоты высаживалась с одновременной выброской крупного воздушного десанта парашютным способом (881-й одшб и 888-й орб) и выполнила боевые стрельбы из всех видов оружия. В учении задействовано 1987 человек личного состава и 381 единиц техники. Из запаса было призвано 420 резервистов.
810-я обрмп высаживалась на широком (15 км) фронте сразу на 2-х участках: в районе озера Узунларское и в урочище Печки, южнее села Заветное на юго-востоке Керченского полуострове. В качестве основного десанта задействованы части 126-й мотострелковой дивизии 32-го армейского корпуса ОдВО. По легенде учения после «захвата» плацдарма бригада выведена в резерв, «восстановила» боеспособность и получала новую задачу: форсировать на штатной бронетехнике Керченский пролив. Усиленная рота морской пехоты, командир — капитан Кованев, была выделена в передовой отряд и форсировала на БТР Керченский пролив в его широкой южной части.

## Силы и средства
- 810-я отдельная гвардейская бригада морской пехоты[3]
- 126-я мотострелковой дивизии[3]
- 39-я дивизия морских десантных сил, первый сбор-поход после сформирования дивизия совершила под руководством командующего ЧФ адмирала Ховрина Н. И.
- 197-я бригада десантных кораблей[4]